# Kaisar-i-Hind
De Kaisar-i-Hind was een civiele onderscheiding van Brits-Indië. De Kaisar-i-Hind werd op 10 april 1900 ingesteld door koningin Victoria van het Verenigd Koninkrijk, keizerin van India, en de onderscheiding werd door haar en haar opvolgers voor verdiensten voor de Britse Raj toegekend in drie graden of klassen met een gouden, zilveren of bronzen versiersel. Het statuut sprak van important and unusual service in the advancement of the public interest in India. De bronzen Kaisar-i-Hind werd pas op 15 december 1933 ingesteld. Victoria heeft de onderscheiding in haar "Honours List" van 1900 en 1901 verleend. Het zal om tien gouden en twintig zilveren Kaisar-i-Hind zijn gegaan.
Lord Curzon had na een pestepidemie in het Praesidium van Bombay veel verdienstelijke inlanders ("natives") als "Rao Sahib", "Khan Bahadur" en vergelijkbare eretitels moeten eren omdat het Brits-Indische decoratiestelsel tekortschoot. Zo ontstond bij hem het idee een "Order of Indian Public Service" te stichten. De onderkoning wilde zuinig zijn met de benoemingen in de Orde van het Indische Keizerrijk. Koningin Victoria koos voor een kleurrijker, meer Indische, aanduiding waarin haar romantische opvatting over haar keizerschap tot uitdrukking kwam.
De onderscheiding werd na de onafhankelijkheid van India en Pakistan in september 1947 in december nog eenmaal uitgereikt. De gedecoreerden waren:
- De Kaisar-i-Hind in Goud aan Jean Murray Orkney, W.M.S., M.B., Ch.B. (St. Andrews), D.P.H. (Manchester), Chief Medical Officer, Women's Medical Service (een gesp op haar eerder verkregen Kaisar-i-Hind in Goud)
- De Kaisar-i-Hind in Zilver aan Millicent, Lady Tymms, de echtgenote van Fredick Tymms, K.C.I.E., M.C., Director-General of Civil Aviation, Government of India)
- De Kaisar-i-Hind in Brons aan Gajadhar Upadhya, Esq., Chief Regimental Religious Teacher, 1st K.G.V.'s Own Gurkha Rifles

De onderscheidingen werden op 30 december 1947 gepubliceerd in de London Gazette. India en Pakistan hebben de onderscheiding niet aangehouden maar ze is ook nooit afgeschaft.

## De naam
De naam betekent "Keizer van India" in een door de oriëntalist G.W. Leitner in 1876 voorgestelde nieuwe vorm. Het begrip is ontleend aan het Hindi (Qaisar) en Urdu (Kaisar). Beide woorden zijn ontleend aan het Latijnse Cæsar. "Hind" betekent "India".

## Het decoratiebeleid
De onderscheiding die geen Brits-Indische koloniale ridderorde was maar tot de eretekens van de Raj behoort werd slechts spaarzaam uitgereikt. In de meeste gevallen waren de decorandi mannen en vrouwen die zich hadden onderscheiden in liefdadigheid. Onder hen vindt men artsen, verpleegsters, missionarissen. Ook een aantal van de machtige Indiase vorsten, de Maharaja's werd met de Kaisar-i-Hind gedecoreerd. De gedecoreerden mochten geen letters zoals "KIH" achter hun naam plaatsen.
In de draagvolgorde van onderscheidingen kwam de Kaisar-i-Hind na de Indische Orde van Brits-Indië maar vóór de Britse Orde van Sint-Jan die Indiërs alleen als "geassocieerde leden" aannam.
De gouden Kaisar-i-Hind werd door de koning-keizer zelf verleend op voordracht van zijn in Londen residerende Staatssecretaris voor India. De zilveren en bronzen Kaisar-i-Hind werden door de gouverneur-generaal van Brits-Indië in New Delhi verleend.
Men kon ook een gesp op het lint van de Kaisar-i-Hind ontvangen. Wie een gouden Kaisar-i-Hind van de Britse koning ontving legde de zilveren of bronzen Kaisar-i-Hind die hij van de Onderkoning had ontvangen af. De versierselen werden dan teruggestuurd, ook als ze met gespen waren versierd. Na het overlijden van een decorandus moesten de versierselen eveneens weer worden ingeleverd.
In de jaren tot 1 januari 1917 werd de Kaisar-i-Hind 234 maal in goud en 484 maal in zilver verleend. Driemaal werd een tweede gouden Kaisar-i-Hind verleend en 13 personen ontvingen een zilveren gesp. Meestal werden in een jaar 10 gouden en 20 zilveren Kaisar-i-Hind verleend in de gebruikelijke nieuwjaarslijst en verjaardagslijst. 
Het versiersel is een ovale en rijk bewerkte plaat van goud, zilver of brons met daarop het monogram van de keizer-koning en de Britse kroon. Men koos voor een heraldische Britse tudorkroon. De versierselen werden door de Munt in Calcutta, de Koninklijke Munt in Londen en hofjuweliers zoals Garrard vervaardigd. Voor de Durbar van George V in december 1911 was de Kaisar-i-Hind hol. Dat betekende dat de metalen onderscheiding geluid als een belletje maakte wanneer deze tegen andere medailles aansloeg. Dat ergerde de perfectionist in George V zozeer dat hij opdracht gaf om in het vervolg massief metalen versierselen uit de delen. Dat bevel werd in India gegeven en het werd daar ook opgevolgd, in Londen drong de vernieuwing niet door, daar bleef men holle versierselen uitgeven. De nieuwe versierselen van George V en George VI hebben een minder puntige vorm en de kroon is niet opengewerkt. Kaisar-i-Hind met het monogram van Eduard VIII komen niet voor.
Op de keerzijde staat "Kaisar-i-Hind for Public Service in India" en "Kaisar-i-Hind" op een achtergrond van bloemen. Men droeg het versiersel aan een donkerblauw zijden lint met twee gespen van het met de decoratie corresponderende metaal op de linkerborst (voor heren) of aan een strik op de linkerschouder in het geval van dames. De bovenste gesp is met lotusbloemen versierd, de onderste gesp is een dunne beugel. De linten van de Kaisar-i-Hind zijn in de loop der jaren vaak sterk verkleurd. Ze zijn vaak lichtblauw maar waren donkerblauw.
De beroemdste drager was de Indiase vrijheidsheld Mahatma Mohandas Gandhi die de Kaisar-i-Hind in 1915 ontving van onderkoning Charles Hardinge, 1st Baron Hardinge of Penshurst. Hij werd gedecoreerd voor zijn verdiensten voor de ambulances in Zuid-Afrika. 
Uit protest tegen het door Britten aangerichte bloedbad in Jallianwala Bagh zond de Mahatma zijn versiersel in oktober 1920 terug aan de Britse onderkoning.